# Любіни (Кольський повіт)
Любіни (пол. Lubiny) — село в Польщі, у гміні Коло Кольського повіту Великопольського воєводства.
Населення — 85 осіб (2011).
У 1975-1998 роках село належало до Конінського воєводства.

## Демографія
Демографічна структура станом на 31 березня 2011 року:
|          | Загалом | Допрацездатний вік | Працездатний вік | Постпрацездатний вік |
| -------- | ------- | ------------------ | ---------------- | -------------------- |
| Чоловіки | 46      | 13                 | 29               | 4                    |
| Жінки    | 39      | 8                  | 24               | 7                    |
| Разом    | 85      | 21                 | 53               | 11                   |